# Ґрабувка (Замбровський повіт)
Ґрабувка (пол. Grabówka) — село в Польщі, у гміні Замбрув Замбровського повіту Підляського воєводства.
Населення — 122 особи (2011).
У 1975-1998 роках село належало до Ломжинського воєводства.

## Демографія
Демографічна структура станом на 31 березня 2011 року:
|          | Загалом | Допрацездатний вік | Працездатний вік | Постпрацездатний вік |
| -------- | ------- | ------------------ | ---------------- | -------------------- |
| Чоловіки | 58      | 9                  | 41               | 8                    |
| Жінки    | 64      | 14                 | 34               | 16                   |
| Разом    | 122     | 23                 | 75               | 24                   |